# 猪子れいあ
猪子 れいあ（いのこ れいあ、2003年11月21日 - ）は、日本のタレント、元アイドル。女性アイドルグループ・サッポロSnow♥Loveits（iDOL Street）、ラストアイドル（Someday Somewhere）の元メンバーである。北海道出身。フリー。

## 略歴

### IDOL Street時代

#### 2015年
- 夏ごろにavex主催で行われたアイドルプロジェクト「IDOL Street」最終審査を通過し第8期Street生としてグループに加入し、サッポロ Snow♥Loveits(e-Street Sapporo)に所属する。後に「豆柴の大群」のメンバーとなるナオ・オブ・ナオ（横山奈央）とカエデフェニックス（谷垣楓）はサッポロ Snow♥Loveitsに在籍してた時のメンバーである[注 1]。

#### 2016年
- 6月25日からはさますとと兼任。同10月24日からはすとゅらみっChu SS（すとゅらみっChu Stars）と兼任したが、定期公演での個人MVPは7位でフィニッシュした[5]。

#### 2017年
2017年8月10日、エイベックスのストリート生制度の終了に伴い、サッポロ Snow♥Loveitsを卒業。また同日、恵比寿CreAtoで行われた『iDOL Street ストリート生 夏の壮行会』で卒業公演をした。

### ラストアイドル時代
- スト生卒業から3か月後の11月19日、テレビ朝日「ラストアイドル」で挑戦者として登場。暫定立ち位置1番・阿部菜々実に挑むも敗れる[7]。
- 12月3日放送分にてセカンドユニット「Someday Somewhere」がお披露目。間島和奏・清原梨央・籾山ひめり・山田まひろ・木村美咲と共にSomedaySomewhereのメンバーとして活動を始める。同12月20日に発売したラストアイドルデビューシングル「バンドワゴン」ではSomedaySomewhereとして「Again&Again」、ラストアイドルファミリーとして「ラスアイ、よろしく」に参加。

#### 2018年
- 2月14日、Zepp Tokyoで行われた「ラストアイドルファミリーファーストコンサート」に出演[8]。
- 4月18日に発売したラストアイドル2枚目シングル「君のAchoo!」ではSomedaySomewhereとして「この恋はトランジット」、ラストアイドルファミリーとして「明日の空を見上げるために」に参加。また同日、Zepp DiverCityで行われた「ラストアイドルファミリー2ndシングル発売記念コンサート」に出演[9]。
- 8月1日に発売したラストアイドル3枚目シングル「好きで好きでしょうがない」では「好きで好きでしょうがない」と、ちぇかとして「デジャヴュじゃない」に参加。
- 10月24日に発売されたラストアイドル4枚目シングル「Everything will be all right」ではSomedaySomewhereとして「いつの日かどこかで」、ラストアイドルとして「眩しすぎる流れ星」で参加。
- 12月4日に発売されたラストアイドル5枚目シングル「愛しか武器がない」ではSomeday Somewhereとして「窓辺で歌いたい」に参加。
- 12月19日、TOKYO DOME CITY HALLで行われた「ラストアイドル1周年記念コンサート」に出演。

#### 2019年
- 3月23日、川崎市とどろきアリーナで行われたB.LEAGUEの川崎ブレイブサンダース対レバンガ北海道戦のハーフタイムショーにて「歩く芸術」と「大人サバイバー」を初披露。
- 4月17日に発売したラストアイドル6枚目シングル「大人サバイバー」では「大人サバイバー」と一期生の「誰かの夢が叶ったら」に参加。
- 5月17日、ラストアイドルとして「ミュージックステーション」に初出演[10]。
- 6月26日、「テレ東音楽祭2019」に出演[11]。
- 8月10日、神宮外苑花火大会にて「青春トレイン」を初披露。
- 8月30日、「ミュージックステーション」2度目の出演[12]。
- 9月11日に発売したラストアイドル7枚目シングル「青春トレイン」では「青春トレイン」とSomedaySomewhereの「悲しい歌はもう歌いたくない」に参加。
- 9月21日、「CDTV」に初出演。
- 10月7日、「プレミアMelodiX!」に初出演。
- 10月12日、「MUSIC FAIR」に初出演。
- 10月22日、「うたコン」に初出演[13]。
- 12月19日、「清原梨央のMOTTO‼︎」にSomedaySomewhereとしてゲスト出演。
- 12月25日、カルッツかわさきで行われた「ラストアイドルのヒルライ」「ラストアイドル2周年記念クリスマスコンサート」に出演。

#### 2020年
- 1月4日、タワーレコード渋谷店B1F・CUT UP STUDIOで行われた「ラスアイフェス2020」に出演。
- 2月27日(26日深夜)放送の「ラストアイドル・ラスアイ、よろしく」にて8thシングル『愛を知る』カップリング企画「三誌三つ巴！ラスアイ グラビアバトル」で“ラストアイドル 週プレ選抜チーム”に選抜された[14]。
- 4月15日に発売されたラストアイドル8枚目シングル「愛を知る」では「壁は続く」と週プレ選抜の「期待値０」に参加。
- 5月15日、ラストアイドルからの卒業を発表[15][16]。
- 6月30日、ラストアイドル・Someday Somewhereを卒業、アイドル活動終了。

### アイドル卒業後
- 9月7日、恋愛バラエティーショー 「今日、好きになりました。～金木犀編～」に出演。
- 11月30日、週刊プレイボーイ50号でグラビアデビュー[17]。
- 12月29日、TOKYO DOME CITY HALLで行われた「ラストアイドル3周年記念コンサート〜1期生しか勝たん！公演〜生配信」に出演[注 2]。

#### 2021年
- 1月18日、週刊ヤングマガジン8号に登場[18]。
- 1月22日、UP to boy 2021年3月号に登場[19]。
- 1月29日、月刊エンタメ3・4月合併号に登場[20]。
- 2月2日、別冊ヤングチャンピオン2021年3月号に登場[21]。
- 2月13日、卓上カレンダー「猪子れいあ卓上カレンダー2021.4.-2022.3。」を発売[22]。
- 2月24日、B.L.T. 2021年4月号に登場[23]。
- 3月5日、FRIDAY 2021年3/19号に登場[24]。
- 3月6日、週刊少年マガジンの漫画「カッコウの許嫁」の声優キャンペーン「100人100声企画」に出演[25]。
- 3月8日、ビッグコミックスピリッツ14号に登場[26]。
- 3月12日、デジタル写真集「こいのれいあ」を発売[27]。
- 3月26日、FLASHスペシャル　グラビアBEST 2021年春号に登場[28]。
- 3月30日、MixChannel （現在ミクチャカと呼ばれて）アカウントにてを開設[29]。
- 3月31日、「グラビアネクスト2021プロモーションアンバサダー決定戦～3社合同企画～」への参加を発表—最年少の競争相手[30][31]。
- 4月14日、グラビアネクスト2021プロモーションアンバサダー決定戦で3位になり、受賞はならず[32]。
- 4月15日、EX大衆2021年05月号に登場[33]。
- 4月22日、グラビアムック「STRiKE!」3回表に登場。
- 5月8日、BOMB 6月号に登場[34]。
- 6月26・29日、井上裕介のYouTubeチャンネル「NONSTYLE井上365」に出演[35][36]。
- 7月6日、漫画アクション2021年7月20日号に登場[37]。
- 7月19日、週刊プレイボーイのグラドル120人の祭典DVD企画に出演[38][39]。
- 7月30日、月刊エンタメ9・10月合併号に登場[40]。
- 8月17日、ヤングチャンピオン烈 No.9 に出演[41]、ポスターデビュー[42]。
- 9月17日、ヤングガンガン No.18 に登場[43]。
- 10月15日、ヤングガンガン No.21 のグラビア4特別付録アイドルDVDに出演[44]。

#### 2022年
- 3月31日、同日付でavex managementを退所しを自身のSNSで報告した[45][46]。4月からはフリーランスで芸能生活を継続すること。
- 4月27日、ミクチャ公認ライバーデビューを発表。発表と同時に「札幌コレクション 美女navi ステージ出演権 オーディション」への参加を発表[47]。5位になった[48]。惜しくもランウェイチャンスは逃すも審査員賞を受賞[49]。
- 7月3日、ファッションイベント「SAPPOROファッションストリートフェスタ2022」のゲストモデルに出演[50]。
- 10月29日、ファッションイベント「札幌コレクション2022 A/W」に出演[51][52]。
- 11月7日、ミクチャの任期が終了し、ライブの業務を17LIVEに移すことを発表[53]。
- 12月26日、ファッションイベント「ロリータコレクション2022 at鳩山会館」に出演[54]。

#### 2023年
- 3月16日、週刊ヤングジャンプ16号に登場[55]。2年ぶりグラビア。

## 人物
- 家族は姉と弟2人[56]。
- 趣味は工作・お絵かき[57]
- 好きな食べ物はフルーツ・卵・親子丼・カブトムシ[57]・ピーマン・トマト・ほうれん草[58]・サーモン[59]。
- 嫌いな食べ物はネギ・長ネギ・玉ねぎ・にんじん[注 3]。
- 好きな動物はレッサーパンダ[58]。
- 好きなお花はコスモス・バラ・チューリップ・カーネーション・ハイビスカス[61]。
- 好きな言葉はアメリカの哲学者のウィリアム・ジェームズの「楽しいから笑うのではない、笑うから楽しいのだ」[62]。
- 運転免許証を持っている[63]。

### エピソード
- グループ内の担当カラーはサッポロ Snow♥Loveits在籍の時は黄色[64]でSomedaySomewhereは紫。
- 歴史が大好きで好きな偉人は織田信長[65]。
- れいちー・ばいちー・サラダバーの”サラダバー”は”さらばだー”をかけた言葉。
- 2019年に行われたラストアイドルカフェのキャラクター・ペガサスのデザインを担当[66][67]。2020年のラストアイドルカフェは会場入ってすぐ横のペガサスや壁に描かれてるベルトコンベヤー・ペガみゅ〜んのイラストを担当[68][69]。
- 小学4年生までドライヤーが上手く使えなかった[70]。
- ドラエグTVCM出演権争奪バトルで作られた猪子れいあのギルドチーム名は「かるぼなーら」。
- モバイルメールの返信用タグは「#れいちーめーる」[71]
- 憧れてる人（尊敬してる人）はBiSHのアイナ・ジ・エンド[62]。インタビューで「歌がうまくて、キャラが可愛らしくて、声が良くて、表現力が凄くて、一生私の推しでもあり憧れです。」と語っている。
- 自分にキャッチコピーをつけるなら何にする？っていう質問に対して「寂しがり屋の一匹狼」と解答。理由として「群れがとても苦手で1人でいるけど、何故か寂しがり屋だからです」と語っている。
- ラストアイドルを卒業、アイドル活動を引退の理由はアイドルでの活動が困難になったため：週刊プレイボーイとのインタビューで「以前から『ずっとアイドルとして生きていくって覚悟がないんだったら、新しい道を進んでもいいんじゃないかな』『新しい道に挑戦したいな』って悩んでいて。」と語っている。「ほかのメンバーに比べて、『自分はトップアイドルになるんだ！』っていう強い意志も覚悟も足りなかったから。」付け加える[72]。

## 出演

### テレビ
- ラストアイドル（テレビ朝日）
  - （2017年11月19日） - 挑戦者として出演。
  - （2017年12月3日 - ） - Someday Somewhereとして出演。
- ラストアイドル ラスアイ、よろしく！ (2018年10月13日-、テレビ朝日)
- ラストアイドル in AbemaTV(2018年6月3日 - 8月26日、AbemaTV)
- ミュージックステーション(2019年5月17日・8月30日、テレビ朝日)
- CDTV(2019年9月21日、TBSテレビ)
- テレ東音楽祭2019(2019年6月26日、テレビ東京)
- プレミアMelodiX!(2019年10月7日、テレビ東京)
- MUSIC FAIR（2019年10月12日、フジテレビ）
- うたコン（2019年10月22日、NHK）
- 今日、好きになりました。金木犀編(2020年9月7日 - 10月5日、ABEMA)

### ラジオ
- ヒャダインのガルポプ（2018年12月29日、NHK-FM）
- 清原梨央のMOTTO‼︎（2019年12月19日、南海放送）

### インターネット生放送
- ニコニコ生放送
  - ラストアイドル「バンドワゴン」リリース記念 メンバー＆ファミリー全員生出演SP (2017年12月20日)
  - ラストアイドルファミリー総出演｢君のAchoo!｣発売記念特番 (2018年4月19日)
  - ラストアイドル生出演 6thシングル「大人サバイバー」リリース記念特番 (2019年4月21日)

### ネット配信
- ブックパス×ラストアイドル「グラビアブックバトル」(2018年8月17日)[73][74]

### ライブ
- ラストアイドルファミリーファーストコンサート@Zepp Tokyo (2018年2月14日）
- ラストアイドルファミリー2ndシングル発売記念コンサート in Zepp DiverCity （2018年4月18日）
- ラストアイドル1周年記念コンサート@TOKYO DOME CITY HALL （2018年12月19日）
- 6thシングル「大人サバイバー」発売記念プレミアムライブ＠マイナビBLITZ赤坂 (2019年6月9日)
- ラストアイドルのヒルライ@カルッツかわさき（2019年12月25日）
- ラストアイドル2周年記念クリスマスコンサート@カルッツかわさき（2019年12月25日）
- ラスアイフェス2020（2020年1月4日）
- ラスアイの夏やすみ2018(2018年8月9日・10日・11日・17日・18日・19日)
- ラスアイの夏やすみ2019(2019年8月7日)
- ラスアイ秋の朝練2018・ラスアイの朝練2019(2018年10月14日・21日・17日/2019年2月23日)
- ラスアイのヨルライ(2018年10月23日・11月6日・27日・12月11日/2019年1月10日・2月26日・3月5日・26日・4月9日・5月23日・28日・6月11日・7月23日・10月1日・12月3日/2020年1月21日・2月4日)
- ラストアイドル3周年記念コンサート〜1期生しか勝たん！公演〜生配信(2020年12月29日)

### イベント
- 第1回ラストアイドル暫定メンバー握手会＠タワーレコード渋谷(2017年10月24日)
- 第3回ラストアイドル暫定メンバー握手会＠タワーレコード渋谷(2017年12月4日)
- ラストアイドル デビューシングル「バンドワゴン」発売記念イベント@池袋サンシャインシティ噴水広場 (2017年12月19日)
- ラスアイファミリーinサンリオピューロランド(2018年2月25日)
- 第1回ラストアイドルファミリー ファンミーティング(2018年3月24日)
- ギュウ農フェス(2018年4月8日)
- ビバラポップ!(2018年5月6日)
- 文化放送 Presents 青空FES!(2018年6月24日)
- アイドル横丁夏まつり!!～2018～(2018年7月7日)
- テレビ朝日・六本木ヒルズ夏祭り SUMMER STATION 音楽LIVE 2018(2018年7月14日)
- 六本木アイドルフェスティバル2018(2018年7月29日)
- ラストアイドル 3rdシングル「好きで好きでしょうがない」発売記念イベント ＠ヴィーナスフォート 教会広場(2018年7月31日)
- Tokyo Idol Festival 2018(2018年8月3日・4日・5日)
- 超☆汐留パラダイス！-2018SUMMER-(2018年8月13日)
- SUMMER SONIC2018(2018年8月18日)
- ＠JAM EXPO 2018(2018年8月25日)
- わーすた Summer LIVE TOUR 2018 ～JUMPING SUMMER～(2018年9月16日)
- 第2回ファンミーティング＠ヴィーナスフォート教会広場(2018年10月20日)
- ラストアイドル 4thシングル「Everything will be all right」発売記念 ＠池袋サンシャインシティ噴水広場(2018年10月24日)
- KAWASAKI Halloween 映画『がっこうぐらし！』スペシャルステージ(2018年10月28日)
- ラストアイドル「Everything will be all right」発売記念＠サッポロファクトリー(2018年11月24日)
- 限定クリスマスイベント(2018年12月24日)
- TOKYO IDOL PROJECT×@JAM ニューイヤープレミアムパーティー2019(2019年1月2日)
- 時間主総会@Zepp DiverCity(2019年1月31日)
- ラストアイドルカフェ(2019年)
- B.LEAGUE公式戦(2019年3月23日・24日)
- ラストアイドル6thシングル「大人サバイバー」発売記念＠イオンモール木曽川(2019年4月6日)
- ラストアイドル6thシングル「大人サバイバー」発売記念イベント＠お台場パレットタウン(2019年4月20日・4月21日)
- スタンプコンプリート者限定スペシャルイベント(2019年5月6日)
- AVIOT新プロダクトローンチパーティー(2019年5月10日)
- ラストアイドル7thシングル「青春トレイン」発売記念＠くずはモール(2019年7月6日)
- テレビ朝日・六本木ヒルズ夏祭り SUMMER STATION 音楽LIVE 2019(2019年7月13日)
- 第3回 ラスアイファンミーティング@KeyStudio(2019年7月20日)
- 六本木アイドルフェスティバル2019(2019年7月26日)
- SUMMER SONIC2019(2019年8月18日)
- ラストアイドル 7thシングル「青春トレイン」発売記念＠お台場パレットタウン(2019年9月11日)
- ラストアイドル7thシングル「青春トレイン」発売記念＠ラソラ札幌(2019年9月15日)
- ラストアイドル「青春トレイン」発売記念ファンミーティング＠THE GRAND HALL(2019年9月15日)
- SomedaySomewhere『Autumn&Winter2019ファッションショー』@イオンモール盛岡南センターコート（2019年11月3日）
- ラストアイドルカフェ～ラストアイドルとチョコレート工場～(2020年2月18日・3月6日)
- SAPPOROファッションストリートフェスタ2022（2022年7月3日）
- 札幌コレクション2022 A/W（2022年10月29日）

## 書籍

### 雑誌
- 週刊プレイボーイ・50号（2020年11月30日）
- 週刊ヤングマガジン・8号（2021年1月18日）
- UP to boy・2021年3月号（2021年1月22日）
- 月刊エンタメ・3・4月合併号（2021年1月29日）
- 別冊ヤングチャンピオン2021年3月号（2021年2月2日）
- B.L.T. 2021年4月号（2021年2月24日）
- FRIDAY 2021年3/19号（2021年3月5日）
- ビッグコミックスピリッツ14号（2021年3月8日）
- FLASHスペシャル　グラビアBEST 2021年（2021年3月26日）
- EX大衆2021年05月号（2021年4月15日）
- STRiKE! 3回表（2021年4月22日）[75]
- BOMB 6月号（2021年5月8日）
- 漫画アクション2021年7月20日号（2021年7月6日）
- 月刊エンタメ9・10月合併号（2021年7月30日）
- ヤングチャンピオン烈 No.9（2021年8月17日）
- ヤングガンガン No.18（2021年9月17日）

### カレンダー
- 猪子れいあ卓上カレンダー2021.4.-2022.3。（2021年02月13日）[76]

### 写真集
- こいのれいあ（2021年03月12日、集英社）※デジタル写真集